# Autódromo José Carlos Pace

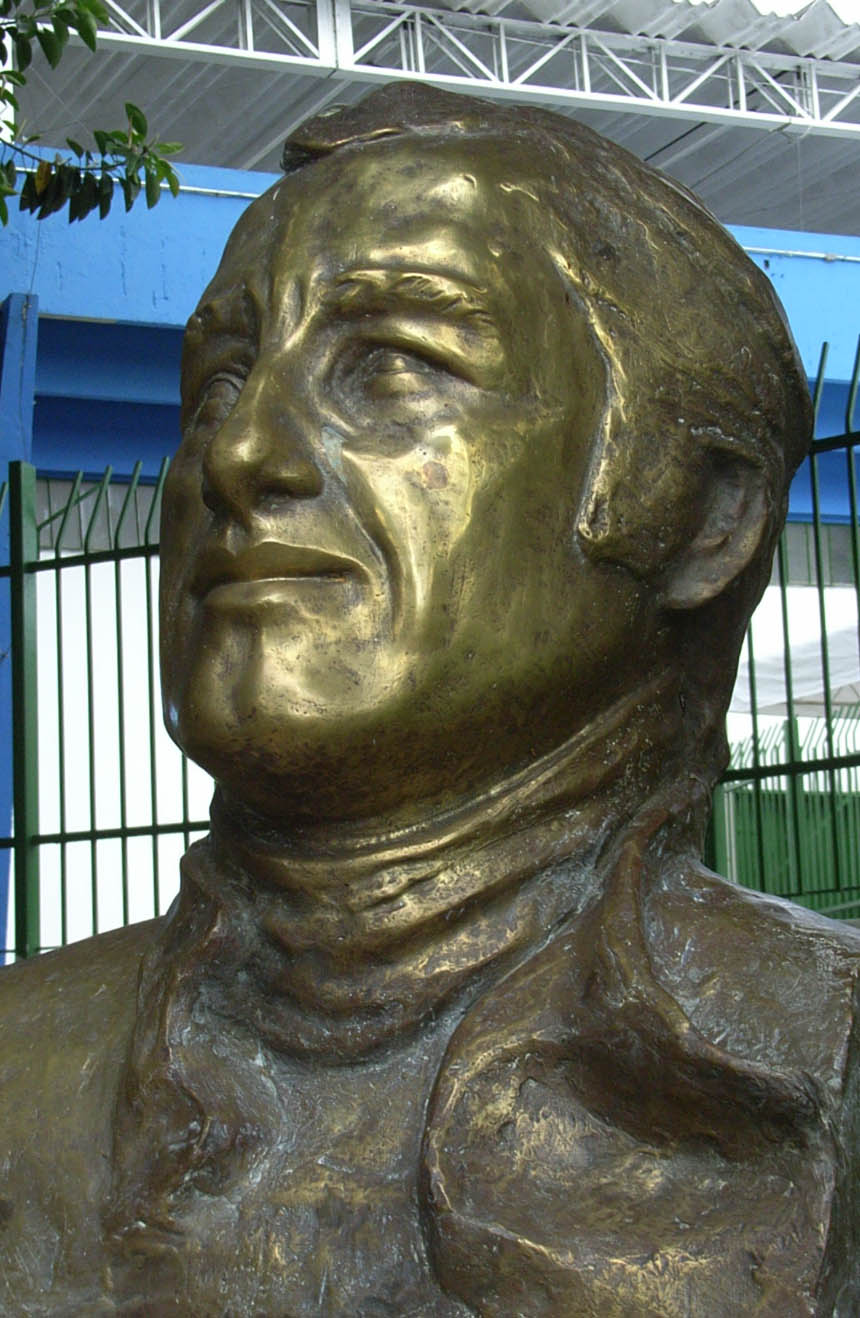
Busto de José Carlos Pace.

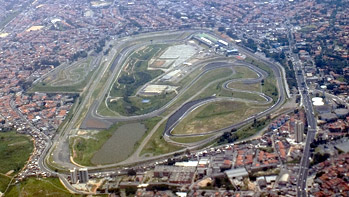
Vista aérea del autódromo de Interlagos.

El Autódromo José Carlos Pace, conocido también como Interlagos, es un autódromo localizado en el barrio de Interlagos en el distrito de Cidade Dutra de la ciudad de São Paulo, Brasil. Ha sido sede de la mayoría de las ediciones del Gran Premio de Brasil de Fórmula 1, incluyendo todas desde 1990 hasta 2019 y del GP de São Paulo desde 2021. El circuito ha recibido al Campeonato Mundial de Motociclismo en 1990, el Deutsche Tourenwagen Meisterschaft en 1996, el Campeonato Mundial de GT1 en 2010 y el Campeonato Mundial de Resistencia desde 2012 hasta 2014 y en 2024 (6 Horas de São Paulo). Al ser el principal escenario del país, es sede habitual de competiciones nacionales como el Stock Car Brasil, la Fórmula Truck y las 1000 Millas Brasileñas.
El nombre tradicional del circuito, Interlagos, proviene del hecho de que la pista fue construida en una región entre dos grandes lagos artificiales, el Guarapiranga y el Billings, que se diseñaron a principios del siglo XX para abastecer a la ciudad con agua potable y energía eléctrica. A fines de los años 1970, el autódromo fue rebautizado como José Carlos Pace en honor al entonces recientemente fallecido piloto de Fórmula 1.

## Historia
El circuito de Interlagos fue inaugurado en 1940, con una configuración sinuosa de más de 8 kilómetros de largo. Albergó diversas competencias nacionales antes de convertirse en la primera sede del Gran Premio de Brasil de Fórmula 1 en 1972, aunque sólo pasó a ser parte del calendario oficial desde 1973, edición en la que el local Emerson Fittipaldi se erigió como vencedor.
Durante el transcurso de la década de 1970, la pista sufrió un desgaste considerable, resultando en una superficie irregular y con múltiples baches que le valió duras críticas al circuito. El gobierno de la ciudad de São Paulo no estuvo dispuesto a financiar arreglos; así, en 1981 el Gran Premio de Brasil fue trasladado al más moderno circuito de Jacarepaguá en Río de Janeiro.
Para finales de la década de 1980, el circuito de Jacarepaguá pasaba por una crisis económica. Dicha circunstancia, sumada a la gestión de la alcaldesa Luiza Erundina permitió negociar el regreso del Gran Premio de Brasil a Interlagos. El circuito fue remodelado en 1989 para satisfacer los nuevos estándares de seguridad establecidos por la FIA, regresando al calendario en 1990.

## Características
A diferencia de la mayoría de los circuitos sudamericanos y europeos, Interlagos tiene sentido de giro antihorario. El trazado combina dos sectores con rectas largas y curvas cerradas, con un mixto que tiene constantes curvas y contracurvas. Esto requiere una puesta a punto que funcione adecuadamente en ambas partes de la pista. La recta principal en subida desemboca en la S de Senna (propuesta por él mismo en la remodelación), la frenada más fuerte de la pista que suele utilizarse para intentar adelantamientos.
Las instalaciones y la organización general en Interlagos han sido criticadas con frecuencia. Uno de los últimos episodios que suscitó tales críticas se dio en las pruebas clasificatorias del Gran Premio de Brasil de 2000, cuando las sesiones debieron detenerse tres veces debido a que había carteles publicitarios desperdigados por la pista.
El trazado también ha sido objetado por la existencia de montículos, que afectan notablemente el rendimiento de máquinas y pilotos, principalmente en la primera curva. A pesar de los esfuerzos de los organizadores para alisar el asfalto, los pilotos se han seguido quejando en las últimas temporadas. Ha sido reasfaltado en 2007.
En 2016 se tenía pensado estrenar un nuevo Pit Lane en la Reta Oposta y la curva do Lago será la nueva curva 1, siendo estos cambios realizados con el fin de mejorar la seguridad del trazado, que ha sido muy criticado en años anteriores. Sin embargo, estas reformas nunca se llevaron a cabo debido a la crisis económica que atravesaba el circuito, limitándose las reformas a mejorar el pit lane actual para cumplir los estándares mínimos que exige la Federación Internacional de Automovilismo.
Existe una pista de karts en el interior del circuito principal, que lleva el nombre de Ayrton Senna.

## Trazados
|                                                                               |
| Interlagos en 1973 7960 metros u 8056 metros (7823 metros) o (7873,85 metros) |

| |
| Interlagos circuitos proyectados entre los años 1979 y 1989 (proyectados) [4487 metros] [5248 metros] |

|                                                         |
| Interlagos en la actualidad (4325 metros) (4292 metros) |

|                                                           |
| Circuito nuevo y antiguo (4308,60 metros) o (4309 metros) |